# 天才柳沢教授の生活
『天才柳沢教授の生活』（てんさいやなぎさわきょうじゅのせいかつ）は、山下和美による日本の漫画作品、またそれを原作にした日本のテレビドラマ。

## 概要

### 天才柳沢教授の生活
一話読みきり形式で講談社「モーニング」に1988年7号より連載。不定期連載が続いていたが、2006年41号（9月21日号、9月7日発売）より月1回の定期連載になった。2002年にはフジテレビ系でドラマ化もされた。2003年、第27回（平成15年度）講談社漫画賞一般部門受賞。2013年6月出版の34巻を最後に単行本は刊行されていない（2020年11月現在）。
“毎日5時半起床9時就寝”と規則正しく暮らし、世のルールを遵守しつつ、我が道をゆくY大学経済学部の柳沢教授の日常と、それに関わりまたは巻き込まれていく家族や友人・知人、通りすがりの人々との心の機微などをユニークに捉えている。一つ一つの事象を教授のやり方で論理的に考察していく過程は、シリアスともユーモアとも見られる部分がある。初期の傾向は、常人離れした規則正しさの柳沢教授の日常をユーモラスに書いたものが多数だったが、5巻あたりから、段々と教授の持つ人間性を活かしたヒューマンドラマの作品傾向が強くなった。
柳沢教授のモデルは、原作者の父である古瀬大六教授（横浜国立大学経営学部教授、東北大学経済学部教授などを歴任）。キャラクターとしての原型は、原作者の過去作品『BOY』の登場人物であると言及されている（『PARTY!〜東日本大震災チャリティー漫画本〜』寄稿文より）。
舞台となるY大学のモデルは横浜国立大学と言われている。漫画作品中には柳沢教授が自宅から相鉄希望ヶ丘駅へと向かうシーンがあるが、これは当時作者が駅の近辺に住んでいたため。

### 天才柳沢教授の冒険
毎晩9時に就寝するという柳沢教授の夢の中の話。現実の枠組みを越えたシチュエーションで、教授がどの様に振舞うかが面白みのひとつになっている。

### 天才柳沢教授 孫・華子との生活 Special Short Short
『朝日新聞』東京本社版夕刊に2012年1月11日より毎週水曜日に連載中。

## 主な登場人物

### 柳沢家とその周辺
柳沢良則（やなぎさわ よしのり）
本作の主人公。Y大学経済学部教授。妻の正子とはお見合い結婚。四人の娘を持つ。
外見は、眼球が見えない程の糸目が特徴で、就寝時以外はほぼネクタイ姿である。一見杓子定規で表情に乏しく、理路整然とした口調から人情味を感じられないが、実は非常に愛情、感情豊かであり、物事に対する偏見も少ない柔和な性格である。
幼少時代から類稀な才能を持ち、あらゆる分野の知識と高い理解力を持っていたが、人の感情に興味を持つことがない冷めた子供だった。しかし終戦直後の経験から人の心にも強い興味を持ち始める。父、柳沢康則は英文学者。
マナーやルールを遵守しており、人道を外す不正行為は語調は変えないまでも憤慨を示すことも珍しくなく、脅迫や暴力には一切屈しない。 また、非常に折り目正しい生活サイクルを持ち、毎朝5:30起床、夜は21:00になると例えそこが騒がしいディスコでも眠りに落ちる。また横断歩道以外は絶対に渡らない、歩行は右側、自転車は左側通行厳守、道は直角に曲がる、たとえ相手がヤクザでも迷惑な行為をしていたらためらいなく注意をする、などの特徴がある。
年齢を問わず、知的探究心に富んでいる。「経済というものは人と人が交流する事で成り立っている」という考えから、見知らぬ相手でも躊躇なくコミュニケーションを試みるため、人脈は非常に広い（女子高生・ヤクザ・マフィア・ハリウッド俳優・外国人歌手など）。略歴から海軍士官学校卒業のため、その同期との繋がりもある（学会はもとより、政財界など）。
専門である経済学以外でも非常に博識である。中でも語学に堪能で、英語（基本はキングズイングリッシュ、アイダホ訛りなどの変化を加える事もできる）、フランス語（学生時代に習っていたエピソードがある）、ドイツ語（ドイツ人のピアノ演奏家の通訳をしたことがある）やイタリア語（イタリアンマフィアの旧友と話すエピソードあり）、モンゴル語（モンゴル旅行の際に普通に話していた）などを自在に操れる。
若い頃は美青年、現在はダンディな初老として描かれており女性から好意を持たれることが少なくない。浮気沙汰こそないが、娘たちが幼い頃は自宅が騒々しいため、勉強の場としていた近所の喫茶店のウェイトレスの女性とお互いに好意を寄せ合ったという過去がある（後に彼女とは再会を果たし「歳を取るのも悪くない」と語り合った）。
モデルである作者の父親が、前立腺癌のため亡くなったことが作者のウェブサイトにより明らかになった（山下プロ日記より）。実際に軍隊生活においても定時に就寝するなど、その独特なエピソードから戦記ものなどにも名前が出てくるという（「天才柳沢教授の癒セラピィ」）。
柳沢正子（やなぎさわ まさこ）
良則の妻。旧姓は鷲田（良則のモデルとなった古瀬大六の母の旧姓と同じ）。
家庭料理が得意で、家族やご近所付き合い、日々の節約に心を配るごく一般的な専業主婦である。
夫が孫や飼い猫の扱いに戸惑うシーンでは、四人の娘を育てあげた母親としての長年の豊かな経験値でスムーズにフォローしたり、反面、自分が行き詰った時は夫の柔軟な思考回路によって救われたりとトータルではバランスの良い夫婦である。しかし夫のように理路整然と思考する習慣は持ち合わせないため、感情的に反発することも少なからずある。
結婚当初、薄給時代に関わらず夫が大量に購入する書籍代が家計を圧迫するため、自宅菜園や節約を余儀なくされて非常に質素な経済観念が定着しており、たまに夫や同居の四女との衝突のタネとなっている。
良家の子女であったが、彼女が良則に嫁ぐ以前に没落してしまった。姉が資産家に嫁いでいたため、住むところに困らなかったが、良家出身なわりに節約家なのは、没落した過去があったため。ピアノが得意で、結婚後も子供が幼い頃までは良く弾いており、良則にとってもピアノについては、「大切な思い出」になっている。
村田いつ子（むらた いつこ）
柳沢家の長女。既婚。夫は漫画編集者。息子が一人。国立大出身。
山口奈津子（やまぐち なつこ）
柳沢家の次女。既婚。登場時はイケイケな言動やファッションで描かれていたが、徐々に緩和されている。小太りで温和な夫と、娘の華子と三人暮らし。
三津子（みつこ）
柳沢家の三女。既婚。漫画家である夫の担当編集者は、いつ子の夫である。
柳沢世津子（やなぎさわ せつこ）
柳沢家の四女。父親が教鞭をとるY大の現役学生。四姉妹の中で唯一未婚であり、両親と共に実家暮らしである。多少風変わりな父親に反発することも多々あるが、基本的には尊敬し慕っている。
彼氏であるヒロミツとロックバンドを組んでおり、ボーカルを担当している。父親の影響からか世の中の不条理を容認出来ない、マナーやルールを尊重する面を持つ。
頻繁に遊びに来る華子と、主に父親絡みで子どもっぽいケンカをすることもしばしば。祖父を慕って無邪気に後ろを付いていく華子に幼い頃の自分を重ねている。
恩田ヒロミツ（おんだ ヒロミツ）
Y大学経済学部の学生。世津子の彼氏。
サークルでバンドを組んでおり、かなり特徴的なパンキッシュな外見である。地方出身であり、大学入学時は垢ぬけない容貌だったらしい。
性格は優しいが優柔不断な所が欠点であり、世津子には尻にしかれ、故郷で農業を営む母親には頭が上がらない。
世津子と付き合っていることを良則に伝えようと何度も試みては失敗した過去を持つ。その際、言葉が足らずに、良則に「養子にしてほしい」「（良則が）好きです」などと言って誤解を与えた。現在は、良則にも「教え子であり娘の恋人」として認識されているようで、頻繁に柳沢家に出入りして夕食を共にしたり華子の面倒もよくみて懐かれている。
その容貌からは意外であるが、一人暮らしのため実に手際よく自炊が出来、世津子を驚嘆せしめている。
山口華子（やまぐち はなこ）
奈津子の娘で良則の孫。現在幼稚園に通う幼児。
祖父である良則を非常に尊敬、慕っており、仕草、習慣、好みなど同じように振舞いたく日々奮闘している。
村田まもる（むらた まもる）
いつ子の息子で良則の孫。現在、小学1年生。
いつ子からは他の子よりも勉強が出来ない彼に焦りを抱かれているが、良則は探究心旺盛な彼の個性を尊重し、のびのびと成長させたいと思っており、いつ子もそんな息子を見守るようになった。

### 大学
吉田（よしだ）
柳沢と仲の良い教授仲間。ただ、「あまり真面目とは言えない」「ゾクブツ」「変態」などと言われるような変わり者であり、「俺教」なる宗教を作って自分の妻を信者にしている。それが教授の間では「柳沢教を柳沢教授が作った」などという噂が流れるなど、全く吉田が新しい宗教を作ったとは思われていない。第95話以外では端役。
リナ
柳沢の生徒。誤植のためか「レナ」とも表記されている。吉田と同じく、第115話以外では端役である。

## 書誌情報

### 書籍
天才柳沢教授の生活
講談社コミックス
1. ISBN 978-4-06-300058-0
2. ISBN 978-4-06-300080-1
3. ISBN 978-4-06-300091-7
4. ISBN 978-4-06-300104-4
5. ISBN 978-4-06-300120-4
6. ISBN 978-4-06-300134-1
7. ISBN 978-4-06-300143-3
8. ISBN 978-4-06-300154-9
9. ISBN 978-4-06-300163-1
10. ISBN 978-4-06-300186-0
11. ISBN 978-4-06-300195-2
12. ISBN 978-4-06-300204-1
13. ISBN 978-4-06-300209-6
14. ISBN 978-4-06-300216-4
15. ISBN 978-4-06-300218-8
16. ISBN 978-4-06-300223-2
17. ISBN 978-4-06-300229-4
18. ISBN 978-4-06-300240-9
19. ISBN 978-4-06-300256-0
20. ISBN 978-4-06-300263-8
21. ISBN 978-4-06-300267-6
22. ISBN 978-4-06-300270-6
23. ISBN 978-4-06-300272-0
24. ISBN 978-4-06-300276-8
25. ISBN 978-4-06-300293-5
26. ISBN 978-4-06-300299-7
27. ISBN 978-4-06-300308-6
28. ISBN 978-4-06-300312-3
29. ISBN 978-4-06-300318-5
30. ISBN 978-4-06-372970-2
31. ISBN 978-4-06-300324-6
32. ISBN 978-4-06-300327-7
33. ISBN 978-4-06-300330-7
34. ISBN 978-4-06-300336-9

講談社漫画文庫
1. ISBN 978-4-06-360041-4
2. ISBN 978-4-06-360042-1
3. ISBN 978-4-06-360057-5
4. ISBN 978-4-06-360058-2
5. ISBN 978-4-06-360077-3
6. ISBN 978-4-06-360078-0
7. ISBN 978-4-06-360094-0
8. ISBN 978-4-06-360095-7
9. ISBN 978-4-06-360781-9
10. ISBN 978-4-06-360797-0
11. ISBN 978-4-06-360828-1
12. ISBN 978-4-06-360859-5
13. ISBN  978-4-06-370947-6
14. ISBN  978-4-06-384959-2
15. ISBN 978-4-06-384971-4
16. ISBN  978-4-06-384979-0
17. ISBN  978-4-06-385008-6

天才柳沢教授の冒険
1. ISBN 978-4-06-300177-8

天才 柳沢教授 タマとの生活 完全版
1. ISBN 978-4-06-372302-1

天才 柳沢教授 孫・華子との生活 A New Selection
1. ISBN 978-4-06-375954-9

### アンソロジー
- 東日本大震災チャリティー漫画本 PARTY! HANA[注 1][1]（2011年8月5日発売[2]、メディアパル、ISBN 978-4-89610-201-7）
  - 天才柳沢教授の秘密[3]

## テレビドラマ

### 情報
- 2002年10月16日 - 12月11日までフジテレビ系列局で放送。
- 全9話、平均視聴率9.4%、最高視聴率12.6%。全10話の予定であったが9話に削減された。
- 補足：また所属大学名がY大から国際文化大学となっている。ロケーションは立教大学。
- また、DonDokoDonの山口智充がいることと同時期に「ワンナイR&R」が後番組の「水10!」に移行したことを理由に、相方の平畠啓史、雨上がり決死隊の宮迫博之がゲスト出演することもあった。
- 当時のフジテレビのドラマでは唯一ハイビジョンで製作された（後にBSフジでハイビジョンで放送された）。

### スタッフ
- 原作:山下和美(講談社刊『週刊モーニング』連載)
- 脚本:土田英生、藤本有紀
- 音楽:服部隆之
- 主題歌「星屑の街」
  - 歌:ゴスペラーズ
  - レーベル:Ki/oon Records
- プロデュース:和田行、中島久美子
- 監督:鈴木雅之、西浦正記
- 製作著作:フジテレビ

### 主要登場人物
- 柳沢良則（やなぎさわ よしのり）（松本幸四郎） - 国際文化大学経済学部教授
- 柳沢正子（やなぎさわ まさこ）（松原智恵子） - 柳沢良則の妻
- 山口奈津子（やまぐち なつこ）（戸田恵子） - 柳沢家長女
- 山口幸弘（やまぐち ゆきひろ）（小日向文世） - 奈津子の夫
- 山口華子（やまぐち はなこ）（三浦透子） - 山口家長女
- 村田いつ子（むらた いつこ）（川原亜矢子） - 柳沢家次女
- 村田雅史（むらた まさし）（山口智充（DonDokoDon）） - いつ子の夫
- 柳沢世津子（やなぎさわ せつこ）（国仲涼子） - 柳沢家三女
- 恩田ヒロミツ（おんだ ひろみつ）（佐藤隆太） - 世津子の恋人
- 吉田輝明（よしだ てるあき）（金田明夫） - 国際文化大学経済学部助教授

### その他の出演者
- 国際文化大学の守衛 - ト字たかお（第1 - 9話）
- 郵便局員 - 酒井敏也（第1 - 9話）
- 高橋さん（7時45分に掃除をしている奥さん） - 宮田早苗（第1 - 9話）
- 古本屋店主 - 金替康博（第1 - 9話）
- 榎本（空き巣） - 宮迫博之（雨上がり決死隊）（第4話）
- 田丸要 - ジュディ・オング（第5話）
- 田丸要の夫（故人） - 石田太郎（第5話）
- 弁護士 - 宇梶剛士（第5話）
- “男爵”（国際文化大学学生） - 要潤（第6話）
- 学生食堂のパート - 磯野貴理子（第6話）
- 牧師 - 平畠啓史（DonDokoDon）（第9話）
- 恩田シマ子（ヒロミツの母） - 大島蓉子（第9話）

### サブタイトル
1. ノーベル賞は絶対貰えない天才のお話
2. 家族揃って歌合戦
3. ランジェリー売り場の眠り姫
4. 泥棒出現! くずと呼ばないで
5. 初恋に魅せられて
6. 嘘つき学生の純情と年上の女
7. 家出! 同棲!! 巣立ちの哲学
8. あきらめないで! のろまなカメに幸あれ
9. 花嫁の父親です